# Biggenden
Biggenden – miasto w Australii, w stanie Queensland.